# Ichthyodes truncata
Ichthyodes truncata är en skalbaggsart som först beskrevs av Aurivillius 1917.  Ichthyodes truncata ingår i släktet Ichthyodes och familjen långhorningar. Inga underarter finns listade i Catalogue of Life.